# Tomislav Turčin
Tomislav Turčin (Vinkovci, 31 maggio 1997) è un calciatore croato, centrocampista del Karlovac.

## Carriera

### Club
Ha giocato nella prima divisione dei campionati croato, bosniaco, sloveno e macedone.

### Nazionale
Ha giocato nelle nazionali giovanili croate Under-19 ed Under-21.